# Еміліо Корреа (боксер, 1985)
Еміліо Корреа Байо (ісп. Emilio Correa Bayeaux нар. 12 жовтня 1985, Гавана) — кубинський боксер, срібний олімпійський призер 2008, бронзовий призер чемпіонату світу (2005), чемпіон Панамериканських ігор (2007, 2011).

## Любительська кар'єра
Займатися боксом почав з раннього дитинства під керівництвом свого батька, в минулому відомого боксера, чемпіона Олімпійських ігор 1972 Еміліо Корреа старшого.
На чемпіонаті світу 2005 дійшов до стадії півфіналу, де програв росіянину Матвєю Коробову — 25-49.
На Панамериканських іграх 2007 здобув перемогу, здолавши в півфіналі Карлоса Гонгору (Еквадор) 21-13, а в фіналі — Археніса Нуньєса (Домініканська республіка) 22-5.

### Виступ на Олімпіаді 2008
- У першому раунді змагань переміг Джеррода Флетчера (Австралія) — 17-4
- У другому раунді змагань переміг Сергія Дерев'янченко (Україна) — 18-4
- У чвертьфіналі переміг Елшода Расулова (Узбекистан) — 9-7
- У півфіналі переміг Віджендера Сінґха (Індія) — 8-5
- У фіналі програв Джеймсу Дегейлу (Велика Британія) — 14-16

На Панамериканських іграх 2011 знов зайняв перше місце, але на чемпіонаті світу з боксу 2011 несподівано програв в другому раунді змагань Богдану Журатоні (Румунія) — 24-26. Взяв участь у кваліфікаційному турнірі на Олімпіаду 2012, але був дискваліфікований у другому бою.